# Lektion in Liebe
Lektion in Liebe (Originaltitel: En lektion i kärlek) ist eine in Schwarzweiß gedrehte schwedische Filmkomödie von Ingmar Bergman aus dem Jahr 1954.

## Handlung
Der Gynäkologe David Ernemann lässt sich nach fast 16 Ehejahren auf eine Liaison mit einer ihn heftig umwerbenden Patientin ein. Zwar beendet er die Affäre nach einigen Monaten, aber seine Ehefrau Marianne revanchiert sich, indem sie wieder mit ihrem früheren Verlobten Carl-Adam anbändelt, dem David sie einst abspenstig machte. David trifft sich mit seiner halbwüchsigen Tochter Nix, die über die Affären beider Eltern im Bilde ist; diese ist so empört über die verlogene Welt der Erwachsenen und das stets an Männern ausgerichtete Verhalten von Frauen, dass sie sogar laut über eine Geschlechtsumwandlung nachdenkt. David erfährt, dass Marianne mit dem Zug unterwegs nach Kopenhagen zu Carl-Adam ist. Er besteigt denselben Zug wie seine Frau und versucht sie umzustimmen, aber sie weist sein Werben zurück. In einer Serie von Rückblenden erinnert sich das Paar an seine gemeinsame Vergangenheit, angefangen von den handgreiflichen Turbulenzen auf Mariannes und Carl-Adams geplatzter Hochzeitsfeier bis zu einer tief empfundenen Liebeserklärung zwischen Marianne und David kurz vor seinem Seitensprung. Nach einer ausgelassenen Feier in einer Kneipe in Kopenhagen samt wilder Eifersuchtsszene kommt es schließlich zur Versöhnung zwischen den beiden.

## Hintergrund

### Produktion und Filmstart
Lektion in Liebe entstand zwischen Juli und September 1954 in den Råsunda Film Studios in Filmstaden, Solna, an verschiedenen Orten in Schweden und in Kopenhagen, Dänemark. Der bei Kritik und Publikum erfolgreiche Film feierte am 4. Oktober desselben Jahres seine schwedische Premiere und startete am 25. Januar 1963 in den deutschen Kinos.

### Position in Bergmans Werk
Nach dem bei der Kritik umstrittenen und von den Zuschauern abgelehnten Zirkusdrama Abend der Gaukler (1953) kehrte Ingmar Bergman zu der Produktionsgesellschaft Svensk Filmindustri zurück. Bis Mitte der 1950er Jahre drehte er eine Reihe von „leichteren“ Filmen, für die er das Gespann Eva Dahlbeck/Gunnar Björnstrand aus der „Fahrstuhlepisode“ des kommerziell erfolgreichen Sehnsucht der Frauen (1952) wieder zusammenbrachte. Der erste Film in dieser Reihe war Lektion in Liebe, gefolgt von Frauenträume und Das Lächeln einer Sommernacht (beide 1955). Den Erfolg dieser Filme (mit Ausnahme von Frauenträume) schrieb Bergman in besonderem Maße seinen beiden Hauptdarstellern zu.

## Kritiken
„Das bewundernswerte an Lektion in Liebe ist, wie es Bergman gelungen ist, all die verschiedenartigen Elemente in seiner Komödie, seine Fragen, Spötteleien und Ironien, in eine homogene filmische Form zu bringen.“

„Bis zum ironisch getönten Happy-End werden, oft in Dialogen von wildeschem Format, etliche Thesen über den falschen Gebrauch von Erotik und Emanzipation offeriert. […] Burlesken Einlagen, die mancher vielleicht noch goutieren mag, folgt hie und da handfester Klamauk. Dank Eva Dahlbeck und Gunnar Björnstrand durchsteht man das.“

„Früher Ehefilm von Ingmar Bergman, der seine grundlegende Skepsis in die Form einer Komödie faßt. Trotz des scharfen, zuweilen respektlos erscheinenden Tonfalls wird der Film von einer menschenfreundlichen, augenzwinkernden Ironie getragen.“